# Gunnel Nyblom-Holmberg
Gunnel Hanna Katarina Nyblom-Holmberg, född Nordström, 8 maj 1897 i Bergsjö församling, Gävleborgs län, död 26 februari 1992 i Stockholm, var en svensk redaktör och författare. 
Nyblom-Holmberg, som var dotter till hemmansägaren August Nordström och Karin (Kajsa) Bergström, studerade vid folkhögskola och handelsskola. Hon var redaktör för RLF-tidningen (föregångare till tidningen Land) 1940–1945 och ledamot av jordbrukets upplysningsnämnd 1943–1948. Hon debuterade 1925 med romanen Det sjungande hjärtat, vilken utgavs av Tidens förlag och fick ett mycket gott mottagande, men kom senare att bedriva ett omfattande författarskap om främst blommor och trädgård. Hon var även verksam som skribent på sina områden inom dags- och veckopress.
Nyblom-Holmberg ingick äktenskap första gången 1922 med redaktör Georg Nyblom (död 1939) och andra gången 1945 med direktör Gustaf Adolf Holmberg.